# ぶりっ子
ぶりっ子（ぶりっこ）とは、主に女性が異性の前で無知なふりをして甘えている、非力なふりをしている、わざとらしい女らしさ（愛らしさ、可愛らしさ）のアピールをしている（「猫を被る」と同義）ことに対して、否定的な見解を示す際に使われる言葉。ぶりとは振るから来ており（『大辞泉』）、何らかの「ふり」をしているの意味。1980年代の流行語である。

## 歴史

### 江口寿史
考案者は漫画家の江口寿史。1978年秋ごろから個人的に「かわいいふりをする子」を変化させて、「かわいこぶるな！」「ぶりっこだな」などの表現を使っていた。
初出は『週刊少年ジャンプ』連載時の『すすめ!!パイレーツ』（掲載号は不明。1980年5月発行のジャンプ・コミックスの単行本では6巻に収録されているエピソード「熱血親父たつ!!」の扉絵でアシスタントの西秋ぐりんのことを「かわいこぶりっこ」と表現した）。また、同作品での表現は全て「かわいこぶりっこ」であり、「ぶりっこ」と省略はされていない。
その後長年にわたり、「すすめ!!パイレーツの中で、石野真子を表現するために使われたのが初出である」と語られていたが、雑学ライター杉村喜光の検証や江口本人により否定された。

### 流行と派生
上記のように少年漫画が発祥だったこともあり、当初は子供や若者の流行語であったが、従来の語「カマトト」（後述）を置き換える形でこの言葉が広まり、若年層だけではなく中高年層にも新語として定着した。
1981年に人気を獲得した女性コメディアン・山田邦子のギャグから、一般的な流行語になったと見る向きもある。1981年12月には「邦子のかわい子ぶりっ子（バスガイド篇）」というレコードがヒットした。
同年、おだ辰夫「ピッカピカぶりっ子」（『小学六年生』4月号〜9月号連載）、土居孝幸「ぶりっ子!リトル」（『少年ジェッツ』10月号〜12月号連載）などの漫画作品が登場した。
1982年には、銀蝿一家の弟分である紅麗威甦（グリース、ヴォーカルは現在俳優の杉本哲太）が「ぶりっ子ロックンロール」をリリースして小ヒットした。
1982年11月には、成人向け漫画雑誌『漫画ブリッコ』が創刊され、編集者であった大塚英志のもとで、ロリコン漫画雑誌としてその後の萌えブームに連なる多くの漫画家を輩出した。またアイドル評論家の中森明夫は、同誌にコラム「『おたく』の研究」を連載して「おたく」という呼称の名付け親となった。なお同誌には「ぶりっ子」の語の誕生に寄与した西秋ぐりん自身も漫画家として執筆している。
また、「ぶりっ子」の派生語として「はまちっ子」という造語もあった。「ハマチ」は「ブリ」の成長途上のものを指す言葉であることから「ぶりっ子より多少程度の軽い状態」の意味。しかしいかにも造語っぽく語呂が悪いこともあり、定着しなかった。
近年では、似たニュアンスの用語として「あざとい」という語句が使われる事も増えており、タレントの田中みな実や森香澄らが、あざとさを特徴とした振る舞いで人気を博している。

### 松田聖子
「ぶりっ子」の典型例と言われたのが松田聖子である。聖子は1980年に歌手デビューし、一躍人気アイドルとなったが、やっかみや反感もあってか何かとからかわれることも多く、その仕草や言動、歌番組での嘘泣き疑惑などを元にしたネタを、前述の山田邦子や女性漫才コンビの春やすこ・けいこが十八番としていた。
聖子に限らず当時からアイドル歌手の大半は程度の差こそあれ「ぶりっ子」的な傾向を持つ者は多く、女の子らしく振る舞うことが人気である風潮があった。その中で聖子がことさら「ぶりっ子」とされたのは、普段見せるくだけた口調とのギャップが顕著であること、そして何より当時のアイドルとして一際目立つ存在であったためと考えられる。その上でこの呼称は彼女に対しての「親しみを込めたからかい」だという見解もある。

## カマトト
「ぶりっ子」と似た意味の言葉として、本当は知っているのに知らないふりをする、性的に初心（）らしく振る舞う女性を「カマトト」と言う。カマトトは「蒲魚」で、語源には諸説あるが、知らぬふりをして「かまぼこっておとと（魚）からできているの？」という台詞からきているという説がある。「カマトト」の語は「ぶりっ子」という流行語よりはるか以前から存在し、元々は江戸時代末期に上方の遊廓で、初心なふりをする遊女に対して使われていた。

## 方言
東北地方などの方言では、食用にするハタハタの卵を「ぶりこ」または「ぶりっこ」と呼ぶ。秋田音頭が作られた江戸時代より前から用いられている古い言葉である。